# 피렌추올라
피렌추올라(이탈리아어: Firenzuola)는 이탈리아 토스카나주 피렌체현에 있는 코무네다. 피렌체에서 북동쪽 40km 거리에 있다.
중세시대의 법학자 조반니 단드레아가 1270년 경 이곳에서 태어났다.

## 역사
피렌추올라는 "토스카나의 로마냐"라고 불릴 정도로 넓은 코무네 중 하나이다. 이 일대에는 아펜니노를 지나, 산테리노 강의 산골짜기가 포함되어 있다.
이 곳은 피렌체와 볼로냐를 연결하는 전략적 요지였기에 피렌체 같은 지역 강자들의 관심을 불러들였고, 그때까지 피렌체 공화국을 적대시 하던 우발디 가문의 손에 있었다. 조반니 빌라니는 피렌추올라에게 "작은 피렌체"라는 뜻의 지금 이름을 붙여주었고, 절반은 백합(피렌체 코무네의 상징)과 절반은 십자가(민중을 상징)인 문장을 제안하였다. 350년 무렵에 피렌체 공화국의 공학자들이 설계한 이곳의 도시 계획은 13세기 후반 "새로운 땅"과 유사해보이고 14세기의 상 발다노 지역에에서 되었으며, 성벽과 감시탑으로 구성된 뛰어난 요새가 있었다(1371). 이 작은 중세 후기 마을의 또다른 특징은 마을 중심부의 주요 건물들에 포르티코가 있다는 것이다.
제 2차 세계대전 동안, 이 지역의 산들은 독일군들이 연합군의 진군에 맞서 설치해놓은 방어선인 고딕 라인이 통과했었다. 1944년 9월 17일, 길고 끔찍했던 충돌이 끝에 연합군들은 조고를 통과하기 위해 알투초 산을 정복하며 고딕 라인을 붕괴시켜냈다. 피렌추올라는 이미 1944년 9월 12일 연합군의 폭격으로 완전히 파괴된 뒤였다. 전사한 군인들의 기념과 미래 세대들에게 경고 하기 위한 묘지가 두 개 있고, 독일 국방군의 3,100명이 묻혀있는 "독일군 묘지"는 건축가 외스터렌이 계획했으며, 코니알레라는 마을 근처에 있는 "산테르노 계곡 전쟁 묘지"에는 다양한 국적의 연합군 300명이 묻혀있다.